# Hermann Schulze (Ingenieur)
Hermann Schulze (* 31. Dezember 1895 in Halle (Saale); † 1985) war ein deutscher Ingenieur und Hochschullehrer.

## Leben und Werk
Nach dem Schulabschluss studierte Schulze und promovierte an der Martin-Luther-Universität Halle-Wittenberg zum Dr.-Ing. Von 1952 bis 1957 war er Abteilungsleiter im Institut für Energetik in Halle (Saale). 1954 wurde er zum außerplanmäßigen Professor an die Technische Hochschule Dresden berufen, wo er 1957 zum ordentlichen Professor ernannt wurde.
Seine Forschungsschwerpunkte waren Elektrizitätsversorgung und Kraftübertragung.

## Schriften (Auswahl)
- (mit Heinz Boehm): Starkstromkondensatoren und ihre Anwendung in der Kraftübertragung und ihre Anwendung in der Kraftübertragung. Lehrbrief 1. 1958.
- (mit Heinz Boehm): Starkstromkondensatoren und ihre Anwendung in der Kraftübertragung und ihre Anwendung in der Kraftübertragung. Lehrbrief 2. 1958.
- (mit Heinz Boehm): Starkstromkondensatoren und ihre Anwendung in der Kraftübertragung und ihre Anwendung in der Kraftübertragung. Lehrbrief 1. 2. Ausgabe, Berlin 1963.
- (mit Heinz Boehm): Starkstromkondensatoren und ihre Anwendung in der Kraftübertragung und ihre Anwendung in der Kraftübertragung. Lehrbrief 2. 2. Ausgabe, Berlin 1963.
- (mit Heinz Boehm): Starkstromkondensatoren und ihre Anwendung in der Kraftübertragung und ihre Anwendung in der Kraftübertragung. Lehrbrief 1. 2. Ausgabe, unveränderter Nachdruck, Berlin 1966.

## Auszeichnungen
1954 Väterlicher Verdienstorden der Deutschen Demokratischen Republik in Silberg